# Abomalus masoni
Abomalus masoni är en stekelart som beskrevs av Boucek 1993. Abomalus masoni ingår i släktet Abomalus och familjen puppglanssteklar. Inga underarter finns listade i Catalogue of Life.